# Natagaima
Natagaima là một khu tự quản thuộc tỉnh Tolima, Colombia. Thủ phủ của khu tự quản Natagaima đóng tại Natagaima Khu tự quản Natagaima có diện tích 862 ki lô mét vuông. Đến thời điểm ngày 28 tháng 5 năm 2005, khu tự quản Natagaima có dân số 21324 người.